# Le Triomphe de Dune
Le Triomphe de Dune (titre original : Sandworms of Dune) est un roman écrit par Brian Herbert et Kevin J. Anderson qui s’intègre dans l’univers de Dune de Frank Herbert. Il fait suite à Les Chasseurs de Dune des mêmes auteurs.
Ce livre clôt la saga tout en faisant référence aux développements racontés par Brian Herbert et Kevin J. Anderson dans leurs précédents livres. D’autres livres suivront, mettant à profit la complexité du monde créé initialement par Frank Herbert.

## Résumé
Dans ce dernier tome du cycle, Omnius, l'Ennemi de l'humanité, met ses plans à exécution. L'ancien Empire est attaqué, Murbella fait difficilement face à la tête de son Ordre Nouveau (Bene Gesserit et Honorées Matriarches confondues). Duncan Idaho et ses compagnons sont toujours pourchassés. De son côté, Edric, le Navigateur de la Guilde spatiale, se sert de Waff pour recréer les Shai-Hulud et échapper à l'emprise des machines Ixiennes qui risquent d’éliminer ses semblables. Vladimir Harkonnen ressuscité éduque un ghola de Paul Atréides pour le compte d'Omnius, tandis que les Danseurs-Visage de Khrone servent d’espions à ce dernier et nourrissent leurs propres plans.